# Savigny-sur-Seille
Savigny-sur-Seille é uma comuna francesa na região administrativa de Borgonha-Franco-Condado, no departamento Saône-et-Loire. Estende-se por uma área de 14,69 km². Em 2010 a comuna tinha 423 habitantes (densidade: 28,8 hab./km²).